# 两家子镇
两家子镇，是中华人民共和国吉林省白城市大安市下辖的一个乡镇级行政单位。

## 行政区划
两家子镇下辖以下地区：
两家村、来福村、殿生村、同丰村、同享村、同发村、同乐村、同权村、三家村、同兴村、同胜村、同庆村、同建村、同强村、同富村、同顺村、同德村、同合村、同安村和同心村。